# کاخ آق‌سرای
کاخ آق‌سرای (انگلیسی: Ak-Saray Palace) یک کاخ و محوطه تاریخی ویران‌شده در شهر سبز ازبکستان است. این کاخ در اوایل دوره تیموریان بین سال‌های ۱۳۸۰ تا ۱۴۰۴ میلادی و در زمان فرمانروایی تیمور ساخته شد. در سال ۲۰۰۰، این کاخ به عنوان یکی از آثار میراث جهانی یونسکو در ازبکستان اعلام شد.

## تاریخچه
تیمور در نزدیکی کِش که بعداً شهر سبز نامیده شد، به دنیا آمد. تیمور می‌خواست این شهر را به‌جای سمرقند پایتخت امپراتوری خود قرار دهد. به همین دلیل او یک قصر بزرگ در اینجا ساخته بود. ساخت قلعه در سال ۱۳۸۰ آغاز شد و تا سال ۱۴۰۴، درست قبل از مرگ تیمور، به مدت ۲۴ سال به طول انجامید.
در قرن شانزدهم شهر سبز به همراه قلعه آق‌سرای توسط نیروهای عبدالله‌خان دوم خان بخارا ویران شد. پس از استقلال ازبکستان، اقدامات حفاظتی بین سال‌های ۱۹۹۴ و ۱۹۹۸ بر روی بنا انجام شد. مجسمه عظیم تیمور نیز بر روی یک پایه بلند در محل اصلی کاخ نصب شد.

## معماری
بقایای کاخ آق‌سرای در شمال مرکز تاریخی شهر سبز در پارکی نزدیک دروازه شمالی دیوارهای شهر قرار دارد. مهم‌تر از همه، بقایای ستون‌های به طول ۳۸ متر (۱۲۵ فوت) دروازه سابق، که طاق آن ۲۲ متر (۷۲ فوت) بود، حفظ شده‌اند. نمای بنا با نقوش بزرگ اخرایی و آجرهای لعاب‌دار آبی تیره و آبی روشن تزئین شده است. بر روی کتیبه‌ای نوشته شده «خدایا روزگار سلطان را طولانی کن». حیاط اصلی قصر حوض آبی به پهنای ۱۲۰–۱۲۵ متر (۳۹۴–۴۱۰ فوت) و طول ۲۴۰–۲۵۰ متر (۷۹۰–۸۲۰ فوت) داشته است. اطراف کاخ را ساختمان‌هایی احاطه کرده بودند که گفته می‌شود یکی از آنها شش طبقه بوده است. تعداد و وسعت بناهای دیگر به دلیل تخریب انجام‌شده در سده شانزدهم مشخص نشده است.